# Olavinlampi
Olavinlampi är en sjö i kommunen Enonkoski i landskapet Södra Savolax i Finland. Arean är 35 hektar och strandlinjen är 3,28 kilometer lång. Sjön  ingår i Vuoksens huvudavrinningsområde.   Den ligger omkring 97 kilometer nordöst om S:t Michel och omkring 300 kilometer nordöst om Helsingfors. 